# África (nombre)
África es un nombre propio femenino de origen impreciso, referido originalmente al continente africano.

## Etimología
Numerosas etimologías folklóricas se propusieron desde la Antigüedad; algunas se basan en un supuesto epónimo, como Flavio Josefo quien lo relaciona con un nieto de Abraham de nombre Efer (Ant. 1.15), o de alguna expresión descriptiva, siendo la más divulgada la de Isidoro de Sevilla (Etymologiae XIV.5.2) quien la vincula a la palabra latina aprica, ‘soleada’. El escritor y explorador andalusí León el Africano traza el origen del nombre a un supuesto e inexistente compuesto griego: a-phrike, ‘sin frío’.
La hipótesis más aceptada es la que deriva el nombre de Afri, nombre latino de un pueblo local, que usaron los romanos para denominar a todos aquellos que moraban al oeste del Nilo y que no eran ni griegos, como los de Cirene, ni púnicos, como los cartagineses. En ese sentido era el equivalente del griego Libia.  El pueblo afri parece derivar su nombre del fenicio 'afar, que significa ‘polvoriento’ o del bereber ifri (plural ifran) que quiere decir ‘caverna’, siendo los Afri habitantes de las cavernas, es decir los  trogloditas, mencionados por Heródoto como vecinos de los garamantes.
Durante la Edad Media existió una tribu bereber denominada ''Beni-Ifren'', probablemente relacionada con los ''Ifurasi' mencionados en Tripolitania durante el siglo VI. El nombre existe todavía en localidades de la Gran Cabilia (Argelia) en las formas ''Ifira'' y ''Ifri-n-Dellal''. Las viviendas en cavernas siguen usándose actualmente en el sur de Túnez.
El término se expandió bajo la dominación romana a toda una provincia: África proconsular y luego al continente.

## Santoral
5 de agosto: Nuestra Señora de África.

## Variantes
| Variantes en otras lenguas | Variantes en otras lenguas |
| -------------------------- | -------------------------- |
| Español                    | África                     |
| Alemán                     | Afrika                     |
| Armenio                    | Աֆրիկա (Afrika)            |
| Asturiano                  | África                     |
| Búlgaro                    | Африка (Afrika)            |
| Catalán                    | Àfrica                     |
| Checo                      | Afrika                     |
| Danés                      | Afrika                     |
| Esperanto                  | Afriko                     |
| Euskera                    | Apirka                     |
| Finés                      | Afrikka                    |
| Francés                    | Afrique                    |
| Gallego                    | África                     |
| Georgiano                  | აფრიკა (Aphrika)           |
| Griego                     | Αφρική (Aphrikē)           |
| Holandés                   | Afrika                     |
| Húngaro                    | Afrika                     |
| Inglés                     | Africa                     |
| Islandés                   | Afríka                     |
| Italiano                   | Africa                     |
| Latín                      | Africa                     |
| Noruego                    | Afrika                     |
| Polaco                     | Afryka                     |
| Portugués                  | África                     |
| Rumano                     | Africa                     |
| Ruso                       | Африка (Afrika)            |
| Samogitiano                | Afrėka                     |
| Serbio                     | Африка (Afrika)            |
| Sueco                      | Afrika                     |

## Personajes célebres
- África Zavala, actriz mexicana.
- Deyanira África Melo, escultora mexicana.
- África Vidal, escritora y académica de la traducción española.